# Paços do Concelho de Vila do Bispo
O edifício dos Paços do Concelho de Vila do Bispo, igualmente conhecido como Câmara Municipal de Vila do Bispo, é um imóvel histórico na localidade de Vila do Bispo, na região do Algarve, em Portugal.

## Descrição e história
O imóvel situa-se na Praça de Tanegashima, fazendo parte de um conjunto urbano onde também se encontram outros monumentos e equipamentos municipais, como o Centro Cultural. É considerado um exemplo da arquitectura do Estado Novo, onde se privilegiava principalmente a funcionalidade.
Em 1958 foi feito o anteprojecto do edifício, da autoria do gabinete de estudos da Direcção-Geral dos Serviços de Urbanização, tendo o projecto sido executado no ano seguinte. O imóvel foi concluído ainda no século XX.